# Bóng bầu dục liên hiệp
Bóng bầu dục liên hiệp (tiếng Anh: rugby union), bóng bầu dục 15 người (tiếng Pháp: rugby à XV), hay chỉ đơn giản là bóng bầu dục (rugby), là một môn thể thao đồng đội cho phép va chạm có nguồn gốc từ nước Anh nửa đầu của thế kỷ 19. Bóng bầu dục liên hiệp là một trong hai môn bóng bầu dục rugby cùng với Bóng bầu dục liên minh (rugby league) và có hình thức chơi dựa trên việc chạy với bóng trong tay. Hình thức phổ biến nhất của môn thể thao này là một trận đấu giữa hai đội gồm 15 cầu thủ, sử dụng một trái bóng hình bầu dục trên một sân vận động hình chữ nhật với cầu môn hình chữ H ở hai đầu sân.
Vào năm 1845, luật lệ bóng đá đầu tiên được viết bởi các học sinh trường Rugby ở Anh; những sự kiện nổi bật trong buổi đầu phát triển của bóng bầu dục là quyết định tách khỏi Liên đoàn Bóng đá Anh của Blackheath Club vào năm 1863 và việc phân tách giữa bóng bầu dục liên hiệp (rugby union) và bóng bầu dục liên minh (rugby league) do những mâu thuẫn liên quan lần lượt đến những nhóm người chơi bóng bầu dục rugby nghiệp dư (phần lớn là những người giàu có và tầng lớp học sinh, sinh viên trường công lập ở miền Nam nước Anh) và chuyên nghiệp (phần lớn là những người nghèo và tầng lớp lao động ở miền Bắc nước Anh) vào năm 1895. Vào năm 1995 người ta không còn hạn chế số tiền chi trả cho cầu thủ, và vì thế bóng bầu dục trở thành môn thể thao chuyên nghiệp ở mức độ cao nhất.
Bóng bầu dục Thế giới (World Rugby), tên cũ là Ban Bóng đá bầu dục Quốc tế (International Rugby Football Board - IRFB) và từ năm 1998 tới năm 2014 có tên là Ban Bóng bầu dục Quốc tế (International Rugby Board - IRB), là cơ quan điều hành bóng bầu dục liên hiệp kể từ năm 1886. Bóng bầu dục liên hiệp bắt nguồn từ các quốc gia thuộc Vương quốc Liên hiệp Anh và Bắc Ireland, và được truyền bá sang các thuộc địa thuộc Đế quốc Anh.
Các quốc gia coi bóng bầu dục liên hiệp là môn thể thao quốc gia bao gồm Fiji, Gruzia, Madagascar, New Zealand, Samoa, Tonga và Wales. Bóng bầu dục liên hiệp được chơi tại hơn 100 quốc gia thuộc sáu lục địa; có 101 thành viên đầy đủ và 18 thành viên dự khuyết trực thuộc Bóng bầu dục Thế giới.
Giải vô địch rugby thế giới (Rugby World Cup), tổ chức từ năm 1987, diễn ra bốn năm một lần và nhà vô địch của giải nhận Cúp Webb Ellis. Six Nations Championship ở châu Âu và The Rugby Championship ở Nam bán cầu là các giải đấu lớn khác.
Các giải đấu quốc nội lớn gồm có Premiership Rugby của Anh, Top 14 của Pháp, Mitre 10 Cup của New Zealand, National Rugby Championship của Úc và Currie Cup của Nam Phi. Các giải đấu câu lạc bộ quốc tế nổi bật gồm có Pro12, với sự tham các đội Ireland, Ý, Scotland và Wales; European Rugby Champions Cup của các câu lạc bộ châu Âu; và Super Rugby gồm các đội của Úc, New Zealand và Nam Phi và kể từ năm 2016 gồm cả các đội Argentina và Nhật Bản.

## Lịch sử

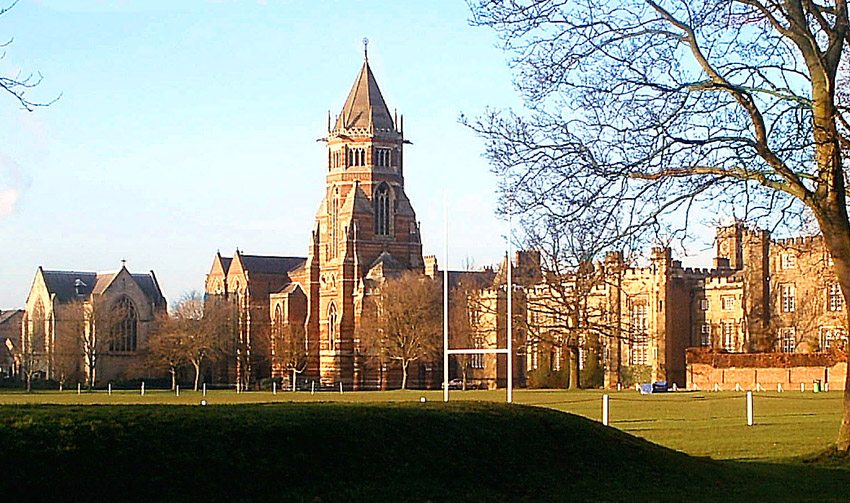
Trường Rugby ở Rugby, Warwickshire với sân rugby ở phía trước.

Nguồn gốc của môn bóng bầu dục được cho là bắt nguồn từ một tranh cãi trong trận đấu bóng đá học đường Anh tại Trường Rugby vào năm 1823 khi mà William Webb Ellis nhặt quả bóng lên bằng tay và cứ thế cầm quả bóng bên mình. Mặc dù bằng chứng về câu chuyện này chưa được đưa ra, tuy nhiên nó vẫn trở thành một huyền thoại bất tử tại ngôi trường này vì người ta đã cho gắn một bảng lưu niệm vào năm 1895. Và mặc dù người ta vẫn còn nghi ngờ về câu chuyện này, tuy vậy chiếc cúp của môn bóng bầu dục lại chính thức được đặt theo tên của Webb Ellis. Môn bóng bầu dục (tiếng Anh: rugby football) ngày nay bắt nguồn từ hình thức của trò chơi diễn ra tại Trường Rugby, mà sau đó các cựu học sinh của trường giới thiệu hình thức này vào các trường đại học.
Cựu học sinh Trường Rugby, Albert Pell, người sau này học tại Cambridge, được coi là người thành lập đội "bóng bầu dục" đầu tiên. Trong thời kỳ đầu, mỗi trường lại có luật lệ chơi khác nhau nên các học sinh trường Rugby và Eton cố gắng đưa luật lệ của họ tới với các trường đại học.
Một sự kiện quan trọng của môn bóng bầu dục thời kỳ đầu là sự ra đời của Bộ luật Bóng bầu dục viết tay đầu tiên tại Trường Rugby vào năm 1845, và được tiếp nối bằng 'bộ luật Cambridge' vào năm 1848. Các dấu mốc quan trọng khác bao gồm sự kiện câu lạc bộ Blackheath rời FA vào năm 1863 và Rugby Football Union được thành lập năm 1871. Bóng bầu dục liên hiệp thực tế chính là môn "bóng bầu dục" gốc; tuy nhiên sự phân ly diễn ra tại Anh vào năm 1895 chứng kiến sự ra đời của một môn bóng bầu dục khác được gọi là "Bóng bầu dục liên minh" (rugby league), và do đó môn bóng bầu dục cũ mang tên mới là "bóng bầu dục liên hiệp" (rugby union) để phân biệt với môn kia. Dù tên đầy đủ của môn là "Bóng bầu dục liên hiệp", người ta thường chỉ gọi nó một cách ngắn gọn là "bóng bầu dục".

### Các trận đấu quốc tế đầu tiên
Trận đấu bóng bầu dục đầu tiên diễn ra vào ngày 27 tháng 3 năm 1871 giữa Scotland và Anh. Scotland thắng với tỉ số 1-0. Tính tới năm 1881 cả Ireland và Wales đều có đội tuyển, và vào năm 1883 người ta tổ chức giải đấu quốc tế đầu tiên mang tên Giải Vô địch Sáu Quốc gia. Năm 1883 cũng là năm đầu tiên có một giải bóng bầu dục bảy người (rugby sevens) được tổ chức mang tên Melrose Sevens, giải đấu mà ngày nay vẫn còn được tổ chức.
Hai chuyến du đấu nước ngoài cùng diễn ra vào năm 1888: một đội tuyển tập hợp của các cầu thủ thuộc quần đảo Anh (British Isles) cập bến Úc và New Zealand, mở đường cho các chuyến du đấu sau này của British and Irish Lions; và New Zealand Natives vượt đại dương để thi đấu trước sự chứng kiến của khán giả Anh Quốc.

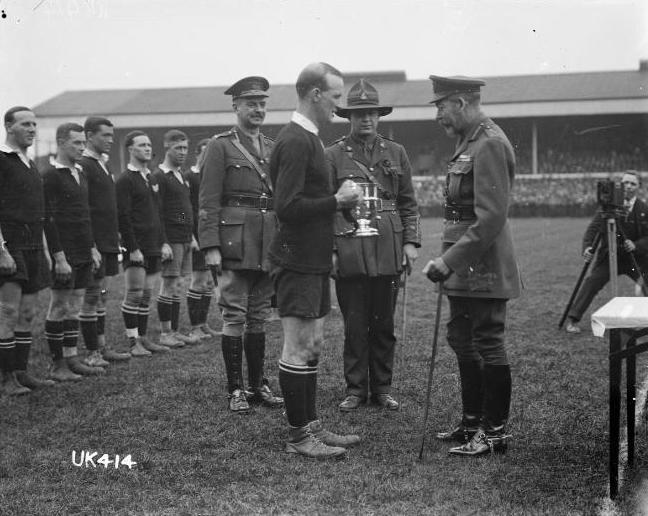
James Ryan, đội trưởng của đội tuyển Lục quân New Zealand, nhận Cúp Kings từ vua George V.

Trong giai đoạn đầu của bóng bầu dục liên hiệp khi mà những chuyến bay thương mại chưa ra đời, các đội tuyển khác châu lục hầu như không thi đấu với nhau bao giờ. Cả hai giải du đấu đều diễn ra năm 1888 khi đội Quần đảo Anh du đấu tại New Zealand và Úc, và sau đó theo chiều ngược lại, New Zealand cập bến châu Âu. Những giải đấu lớn nhất thời kỳ này cũng là những chuyến đi của các đội thuộc Nam bán cầu như Úc, New Zealand và Nam Phi tới các nước Bắc bán cầu, và các chuyến đi đáp lễ của một đội tuyển Liên quân Anh Quốc và Ireland. Các tour du đấu có thể kéo dài hàng tháng trời vì việc đi lại tốn nhiều thời gian cũng như số trận đấu; đội tuyển New Zealand năm 1888 bắt đầu chuyến du đấu của họ từ Hawkes Bay vào tháng 6 và kết thúc vào tháng 8 năm 1889, hoàn tất 107 trận đấu. Các đội đi du đấu quốc tế thường chơi các trận cọ xát với các đội nước khác, bất kể đó là đội tuyển quốc gia, câu lạc bộ hay chỉ là một đội cấp hạt hay cấp tỉnh/bang.
Từ năm 1905 tới năm 1908, cả ba đại diện bóng bầu dục lớn của Nam bán cầu lần lượt đưa đội hình du đấu tới bán cầu Bắc: New Zealand năm 1905, Nam Phi vào năm 1906 và Úc năm 1908. Cả ba đội này đều mang tới lối chơi, thể lực và chiến thuật mới mẻ, và tỏ ra thành công hơn rất nhiều so với những gì giới chuyên môn dự đoán.
Đội tuyển du đấu vào năm 1905 của New Zealand trình diễn màn nhảy haka trước mỗi trận đấu của họ. Chứng kiến điều này, người điều hành Liên đoàn Bóng bầu dục liên hiệp Wales là Tom Williams đề nghị cầu thủ Teddy Morgan của đội Wales chỉ đạo khán giả nhà hát quốc ca Wales, Hen Wlad Fy Nhadau, để đáp lễ. Sau khi Morgan bắt đầu cất tiếng hát, đám đông cổ động viên liền hòa nhịp theo. Đó là lần đầu tiên một bài quốc ca được cất lên trước khi một sự kiện thể thao bắt đầu. Vào năm 1905 Pháp và Anh gặp nhau trong trận đấu quốc tế chính thức đầu tiên.
Bóng bầu dục liên hiệp là môn thể thao chính thức của Thế vận hội tại bốn kỳ đại hội trong thế kỷ 20. Không có bất kỳ cuộc đấu bóng bầu dục liên hiệp hay các trận đấu giữa các câu lạc bộ ở cấp độ quốc tế nào được tổ chức trong chiến tranh thế giới thứ nhất, mà thay vào đó là họ thi đấu trong các đội tuyển quân đội, ví dụ như đội tuyển Lục quân New Zealand. Trong chiến tranh thế giới thứ hai chỉ có một vài trận đấu quốc tế của Ý, Đức và Rumani, trong khi Cambridge và Oxford vẫn tiếp tục tổ chức trận đấu University Match.
Giải đấu bóng bầu dục bảy người quốc tế đầu tiên diễn ra vào năm 1973 tại Murrayfield, một trong những sân vận động lớn nhất Scotland, nhằm kỷ niệm 100 năm tồn tại của Scottish Rugby Union.

### Cúp thế giới và chuyên nghiệp hóa
Năm 1987 là năm đầu tiên Giải Vô địch Bóng bầu dục Thế giới (Rugby World Cup) được tổ chức với chủ nhà là Úc và New Zealand, và đội tuyển đầu tiên vô địch là New Zealand. Giải Vô địch Bóng bầu dục bảy người Thế giới (World Rugby Sevens Series) đầu tiên được tổ chức ở Murrayfield năm 1993. Bóng bầu dục bảy người được tổ chức tại Đại hội Thể thao Khối Thịnh vượng chung lần đầu năm 1998 và là môn thể thao Olympic từ năm 2016.
Bóng bầu dục liên hiệp vẫn còn là môn thể thao nghiệp dư trước khi IRB chính thức "mở cửa" cho môn thể thao này vào năm 1995 khi dỡ bỏ hạn chế về việc trả lương cho cầu thủ. Tuy vậy trước năm 1995 người ta chứng kiến nhiều cáo buộc về "shamateurism" (việc trả lương cao cho các vận động viên nghiệp dư), một trong số đó buộc giới chức Anh vào cuộc điều tra. Sau khi chuyên nghiệp hóa, các giải đấu quốc tế dành cho câu lạc bộ lần lượt ra đời, trong đó có Heineken Cup và Super Rugby.
Giải Vô địch Ba Quốc gia (Tri Nations Series) bao gồm Úc, New Zealand và Nam Phi, được tổ chức thường niên từ năm 1996. Vào năm 2012, giải có thêm sự góp mặt của Argentina, đội tuyển có thành tích ấn tượng tại các trận đấu quốc tế. Sau khi có thêm một đội nữa, giải đổi tên thành Giải Vô địch Bóng bầu dục (Rugby Championship).

## Vị trí

Một đội hình rugby union tiêu chuẩn với các vị trí và số tương ứng.

Mỗi đội bắt đầu trận đấu với 15 người và 7 hoặc 8 người dự bị. Cầu thủ trong một đội gồm 8 tiền đạo (nhiều hơn 2 so với bóng bầu dục liên minh) và 7 hậu vệ.

### Tiền đạo
Nhiệm vụ chính của tiền đạo (forward) là kiểm soát và lấy lại quyền kiểm soát bóng. Cầu thủ ở vị trí này thường to khỏe hơn và là lực lượng chính tham gia vào các tình huống scrum và line-out. Một nhóm các tiền đạo được gọi là 'pack', đặc biệt khi họ xây dựng đội hình trong các tình huống scrum.
Hàng trước

Hàng trước gồm 3 người: 2 cầu thủ prop (loosehead prop và tighthead prop) và 1 hooker. Vai trò của hai prop là hỗ trợ hooker, trợ giúp cho cầu thủ bật nhảy trong các tình huống line-out và là nguồn sức mạnh trong các tình huống ruck và maul. Hooker là vị trí quan trọng trong cả phòng ngữ và tấn công và là người đảm nhận việc giành lấy bóng trong các cuộc scrum. Hooker thường là người thực hiện việc ném bóng khi hai đội line-out.
Hàng hai

Hàng thứ hai bao gồm 2 lock hoặc hai tiền đạo (forward). Lock thường là cầu thủ cao nhất đội và có nhiệm vụ chính là bật nhảy khi line-out. Lock khi tham gia line-out thường được các tiền đạo khác hỗ trợ bật nhảy để đón bóng từ cú ném của đồng đội hoặc đảm bảo rằng trái bóng thuộc quyền kiểm soát của độ nhà. Lock cũng có vai trò quan trọng trong scrum khi ở ngay sau 3 cầu thủ hàng trước và tạo ra lực đẩy cho đồng đội ở phía trước.
Hàng sau

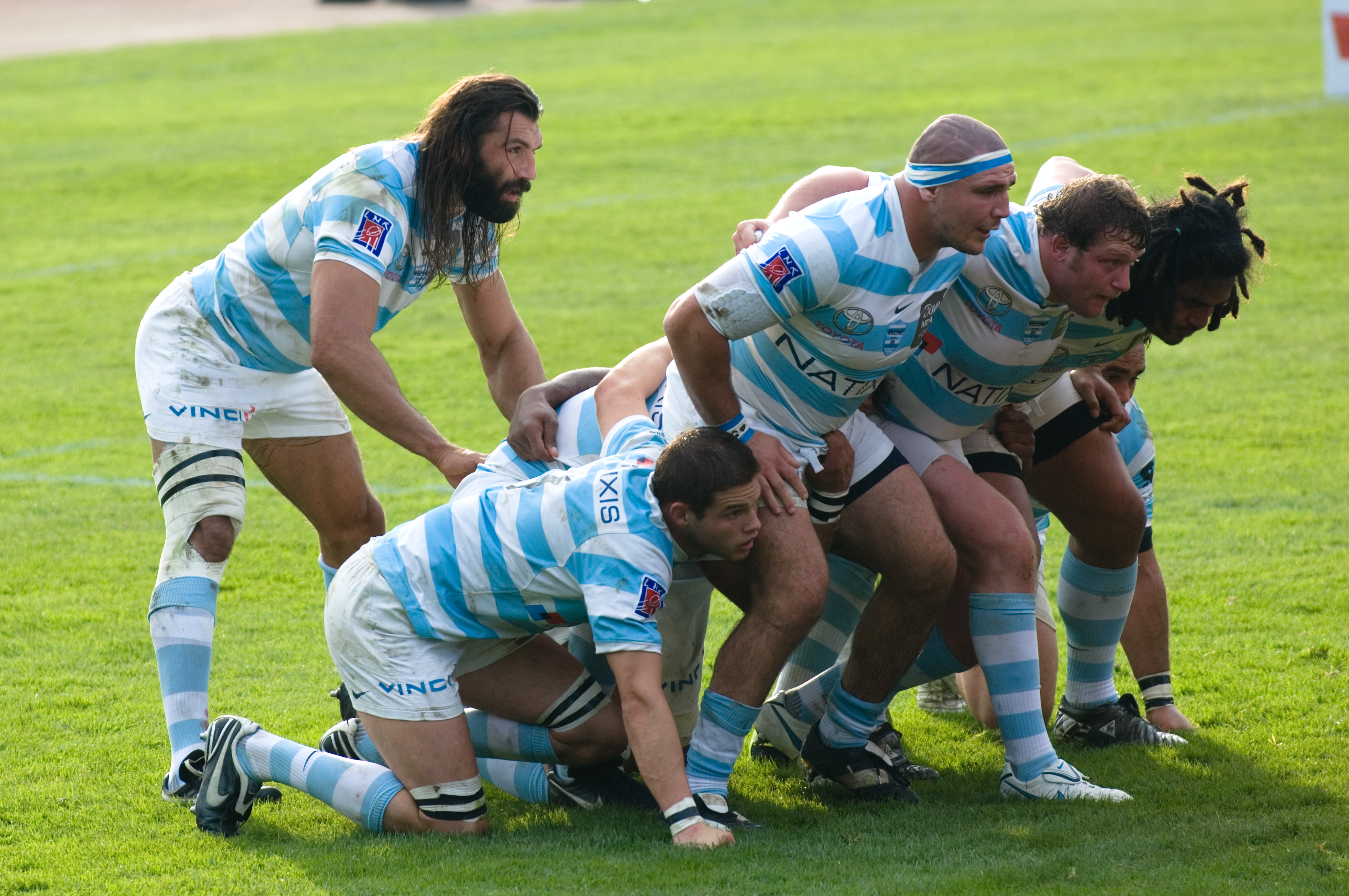
Sébastien Chabal (ngoài cùng bên trái) ở vị trí số 8 trước khi scrum bắt đầu.

Hàng sau là hàng dưới cùng của nhóm tiền đạo, còn được gọi là loose forward. 3 cầu thủ hàng sau gồm 2 flanker và 1 cầu thủ số 8. 2 cầu thủ flanker, blindside flanker và openside flanker, là 2 cầu thủ ở hàng sau cùng trong scrum. Họ là những cầu thủ di chuyển nhiều nhất trong trận đấu. Vai trò chính của họ là giành quyền kiểm soát bóng nhờ 'turn over'. Cầu thủ số 8 là người chèn vào giữa 2 cầu thủ lock trong tình huống scrum. Vai trò của số 8 trong scrum là kiểm soát bóng sau khi các đồng đội ở phía trên đẩy bóng ra sau và tạo ra liên kết giữa tiền đạo và hậu vệ trong các đợt tấn công.

### Hậu vệ
Nhiệm vụ của hậu vệ là tạo ra và chuyển hóa thành công các cơ hội ghi bàn. Họ thường nhỏ con hơn, nhanh lẹ hơn tiền đạo. Một trong các đặc điểm phân biệt hậu vệ với tiền đạo là việc hậu vệ cần phải có kĩ năng xử lý bóng và sút bóng tốt hơn, đặc biệt là các vị trí fly-half, scrum-half và full-back.
Half-back

Có 2 half-back (hậu vệ nửa) là scrum-half và fly-half. Fly-half là vị trí rất quan trọng trong chiến thuật thi đấu, là người tổ chức lối chơi của cả đội. Họ luôn là người đầu tiên nhận bóng từ tay scrum-half sau tình huống breakdown, lineout, hoặc scrum, phải quyết định dứt khoát sẽ phải làm gì và có sự liên kết thật tốt với các hậu vệ phía ngoài. Nhiều fly-half cũng đảm nhận việc thực hiện các cú đá phạt cố định. Scrum-half là cầu thủ kết nối giữa tiền đạo và hậu vệ. Họ đón bóng từ tình huống lineout và lấy bóng từ phía sau scrum để chuyền cho fly-half. Họ cũng là người đưa bóng nhập scrum và đôi khi đóng vai trò là loose forward thứ tư.
Three quarter

Có 4 cầu thủ được gọi là three quarter (ba phần tư): inside centre (trung vệ trong), outside centre (trung vệ ngoài), left wing (hậu vệ cánh trái) và right wing (hậu vệ cánh phải). Các trung vệ sẽ truy cản cầu thủ đội bạn; khi đội nhà tấn công, họ tận dụng tốc tộ và sức mạnh để phá vỡ hàng phòng ngự đối phương. Các cầu thủ chơi ở cánh thường đứng ở ngoài rìa của hàng hậu vệ. Chức năng chính của họ là thực hiện những bước chạy quyết định và ghi bàn. Cầu thủ chơi ở cánh là cầu thủ nhanh nhất đội và di chuyển lắt léo để tránh bị đối phương ngăn cản.
Fullback

Fullback (hậu vệ hoàn toàn) thường lùi sâu vài mét so với hàng hậu vệ phía trước. Cầu thủ này là người thực hiện cú đá giải nguy và thường là người cuối cùng mà cầu thủ đối phương phải vượt qua để ghi bàn. Hai tố chất mà một fullback giỏi sở hữu là kỹ năng bắt người và sút bóng.

## Luật chơi

Mô phỏng một sân thi đấu bóng bầu dục liên hiệp với các vạch kẻ và chiều dài.

### Ghi bàn
Một trận đấu bóng bầu dục liên hiệp gồm 2 đội – đội nào ghi nhiều điểm hơn khi trận đấu kết thúc là đội thắng cuộc. Bàn thắng có thể được ghi theo nhiều cách. Cầu thủ có thể ghi điểm try bằng cách đặt trái bóng xuống khu vực cầu môn bên trong (giữa vạch cầu môn và vạch hết sân), mang về cho đội nhà 5 điểm. Mỗi khi thực hiện try thành công, đội vừa ghi bàn được quyền thực hiện một quả đá conversion có giá trị 2 điểm; một quả đá phạt (penalty) thành công hoặc một drop goal mang về cho đội 3 điểm. Giá trị của mỗi phương thức ghi bàn có nhiều thay đổi theo thời gian.

### Sân thi đấu
Một sân bóng bầu dục có thể dài tối đa 144 mét (157 yd) và rộng tối đa 70 mét (77 yd). Trong trận đấu thực tế thì khoảng cách tối đa giữa hai đầu vạch ghi bàn là 100 mét (109 yd), và khoảng từ 10 tới 22 mét sau vạch ghi bàn là khu vực mà ở đó cầu thủ có thể đặt bóng xuống và try. Có một số vạch kẻ vắt ngang sân khác, đáng chú ý là vạch giữa sân và vạch "hai mươi hai", cách 22 mét (24 yd) vạch cầu môn 22 mét.
Các trận đấu của đội tuyển quốc gia sẽ áp dụng luật lệ nghiêm ngặt hơn dành cho sân đấu. Chiều dài và chiều rộng tối đa vẫn giữ nguyên, nhưng khoảng cách giữa hai vạch ghi bàn phải có chiều dài tối thiểu là 94 mét (103 yd) và chiều rộng tối thiểu của sân là 68 mét (74 yd).
Khung thành bóng bầu dục có hình chữ H, gồm hai cột cách nhau 5,6 mét (6,1 yd), được nối bằng một xà ngang cách 3 mét (3,3 yd) so với mặt đất.

### Cấu trúc trận đấu
Trước khi trận đấu bắt đầu, hai đội trưởng và trọng tài tung đồng xu để chọn ra đội sẽ giao bóng. Cuộc chơi sau đó bắt đầu bằng một cú đá thả bóng của đội kiểm soát bóng sang phần sân của đối phương. Các cầu thủ của đội đó sẽ đuổi theo tranh bóng, còn đội bên kia cố gắng đoạt bóng và đưa bóng lên phía trước. Nếu bóng chưa tới vạch 10 mét của đối thủ thì đội giữ bóng có hai sự lựa chọn: một là giao bóng lại, hoặc hai là scrum ở trung tâm của vạch giữa sân.
Nếu cầu thủ có bóng bị truy cản, thì trận đấu thường sẽ tiếp tục với tình huống ruck.
Một trận đấu gồm hai hiệp, mỗi hiệp 40 phút, xen vào đó là thời gian nghỉ giữa hiệp. Hai đội đổi sân sau khi hiệp một kết thúc. Thời gian ngừng trận đấu hoặc thời gian trọng tài thổi phạt không được tính vào thời gian chính thức, vì vậy thời gian của trận đấu luôn dài hơn 80 phút. Trọng tài chính là người quyết định thời gian, ngay cả khi có trọng tài giám sát thời gian hỗ trợ. Nếu thời gian thi đấu kết thúc mà bóng vẫn trong cuộc, trận đấu sẽ tiếp tục cho tới khi bóng chết, và chỉ sau đó thì trọng tài mới thổi còi hết hiệp một hoặc kết thúc trận đấu; nếu sau tình huống bóng chết mà trọng tài thổi đá phạt hoặc thổi phạt thì trận đấu vẫn tiếp tục.
Trong các trận đấu loại trực tiếp, ví dụ như tại Giải vô địch rugby thế giới, nếu hai đội hòa nhau sau thời gian thi đấu chính thức, họ sẽ tiếp tục thi đấu thêm trong hai hiệp phụ, mỗi hiệp dài 10 phút (thời gian nghỉ giữa hiệp là 5 phút). Nếu tỉ số vẫn hòa sau 100 phút, hai đội tiếp tục bước vào thời gian 20 phút hiệp phụ mà trong đó đội nào ghi bàn trước sẽ giành chiến thắng ngay lập tức. Nếu hai đội không thể ghi bàn trong 20 phút đó, trận đấu sẽ bước vào loạt luân lưu. Tuy vậy chưa từng có trận đấu nào trong lịch sử World Cup vượt quá thời gian 100 phút thi đấu.

### Chuyền và đá bóng
Các cầu thủ không được chuyền bóng lên phía trước mà chỉ được chuyền sang ngang hoặc chuyền về phía sau. Bóng chỉ được phép đưa lên phía trước theo ba cách — đá bóng, chạy với bóng trên tay hoặc trong tình huống scrum và maul. Chỉ được phép truy cản các cầu thủ đang có bóng. Khi cầu thủ để bóng rơi ra phía trước từ tay của mình thì cầu thủ đó phạm lỗi "knock-on", và cuộc chơi được bắt đầu lại với tình huống scrum.
Bất kỳ cầu thủ nào cũng có thể đá bóng lên phía trước để chiếm ưu thế về không gian. Khi một cầu thủ ở bất kỳ vị trí nào trên sân đá bóng gián tiếp ra ngoài biên (bóng chạm đất trong sân trước khi ra ngoài sân) thì quả ném biên sẽ được thực hiện từ vị trí bóng ra ngoài. Nếu cầu thủ đá bóng ra ngoài một cách trực tiếp (bóng ra ngoài mà không chạm đất trong sân) từ phía trong vạch 22 mét, đội đối phương sẽ thực hiện lineout nơi bóng ra ngoài biên, nhưng nếu bóng được đá trực tiếp ra ngoài biên từ bên ngoài vạch 22 mét thi lineout sẽ được hiện tại nơi mà cú đá được thực hiện.

### Tranh chấp bóng (breakdown)

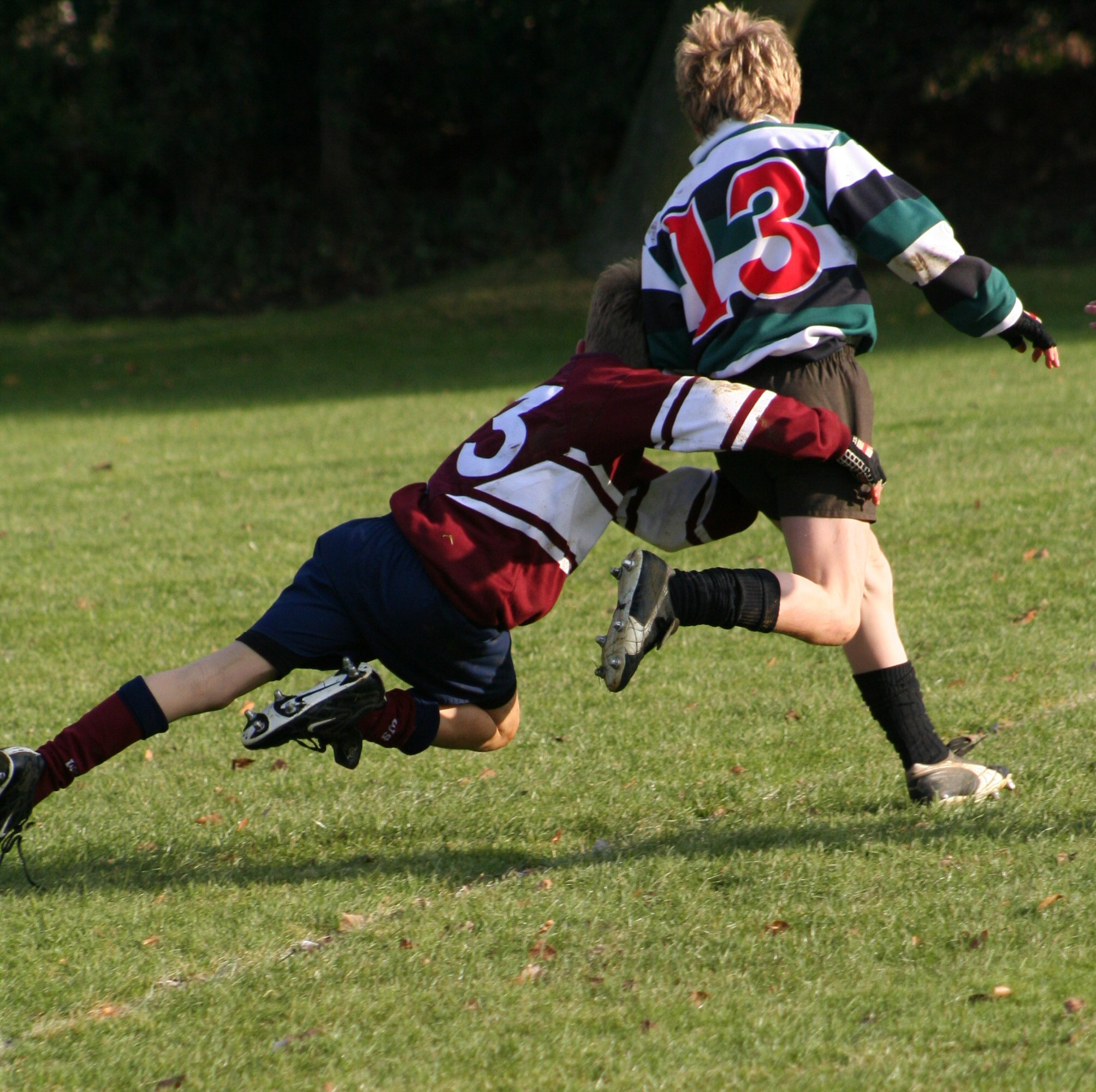
Một cú truy cản trong rugby: chỉ được truy cản từ cổ trở xuống với mục đích cản đường hoặc xô ngã cầu thủ đối phương đang có bóng.

Đội đang trong thế trận phòng ngự phải cố gắng ngăn cản cầu thủ đang có bóng của đội bạn một cách hợp lệ. Họ có thể quật ngã đối phương xuống sân (được gọi là cú tackle, và thường dẫn tới tình huống ruck), hoặc giành lấy bóng từ tay của cầu thủ cầm bóng khi cả hai vẫn còn đứng vững trên sân (a maul). Những tình huống như vậy được gọi là breakdown.
Truy cản
Một cầu thủ có thể truy cản (tackle) đối thủ đang có bóng bằng cách ôm lấy người đó và vật người đó xuống đất. Người tackle không thể truy cản quá vai của đối thủ (nếu động vào đầu và cổ là phạm luật), và người đó phải thực hiệp việc ôm trọn người đối phương bằng tay để hoàn tất cú tackle. Các hành động như đẩy, huých vai, hoặc ngáng bằng chân bị coi là trái phép, tuy vậy có thể dùng bàn tay để ngáng chân đối phương (tap-tackle hoặc ankle-tap). Cầu thủ truy cản không được ngăn cản đối phương khi họ vừa bật nhảy để bắt bóng cho tới khi người đó chạm đất.
Ruck và maul
Maul thường diễn ra ngay sau khi một cầu thủ có bóng va chạm với đối phương nhưng người giữ bóng vẫn đứng vững trên sân; khi có từ ba cầu thủ trở lên tham gia vào tình huống bóng như vậy thì lúc đó maul đã được bắt đầu. Ruck tương tự với maul, nhưng lúc này bóng đã ở dưới mặt đất và trong đó phải có ít nhất 3 cầu thủ tấn công tham vào tình huống tranh chấp.

### Tình huống cố định

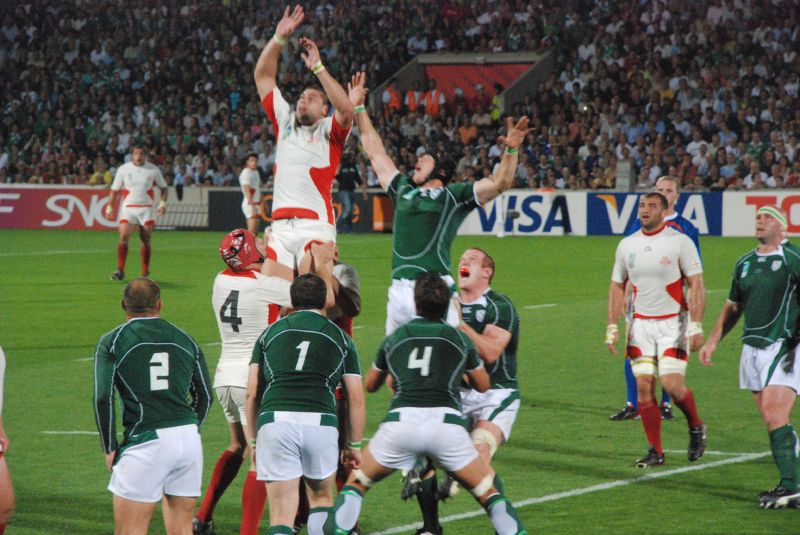
Ireland và Gruzia tranh chấp trong line-out tại Giải Vô địch Bóng bầu dục liên hiệp Thế giới 2007.

#### Lineout
Khi bóng ra khỏi sân, một quả line-out (hay ném biên) sẽ được trao cho đội không chạm bóng cuối cùng trước khi bóng ra ngoài. Tiền đạo của hai đội sẽ xếp thành hai hàng cách nhau một mét, vuông góc với đường biên dọc và cách biên dọc 5 m tới 15 m. Bóng được một cầu thủ (thường là hooker) ném từ vạch biên ném bóng về phía hai hàng tiền đạo đang đứng chờ. Tuy nhiên khi bóng ra ngoài sau một quả phạt đền thì đội vừa thực hiện quả phạt đền được quyền ném biên.
Cả hai đội sẽ tranh bóng trong tình huống này và các cầu thủ có nâng đỡ đồng đội lên cao. Cầu thủ bật nhảy đón bóng sẽ không thể bị truy cản cho tới khi anh ta đứng trên sân; các cầu thủ chỉ được tranh chấp bằng vai; việc cố tình coi thường luật lệ được coi là nguy hiểm và sẽ bị phạt penalty.

#### Scrum

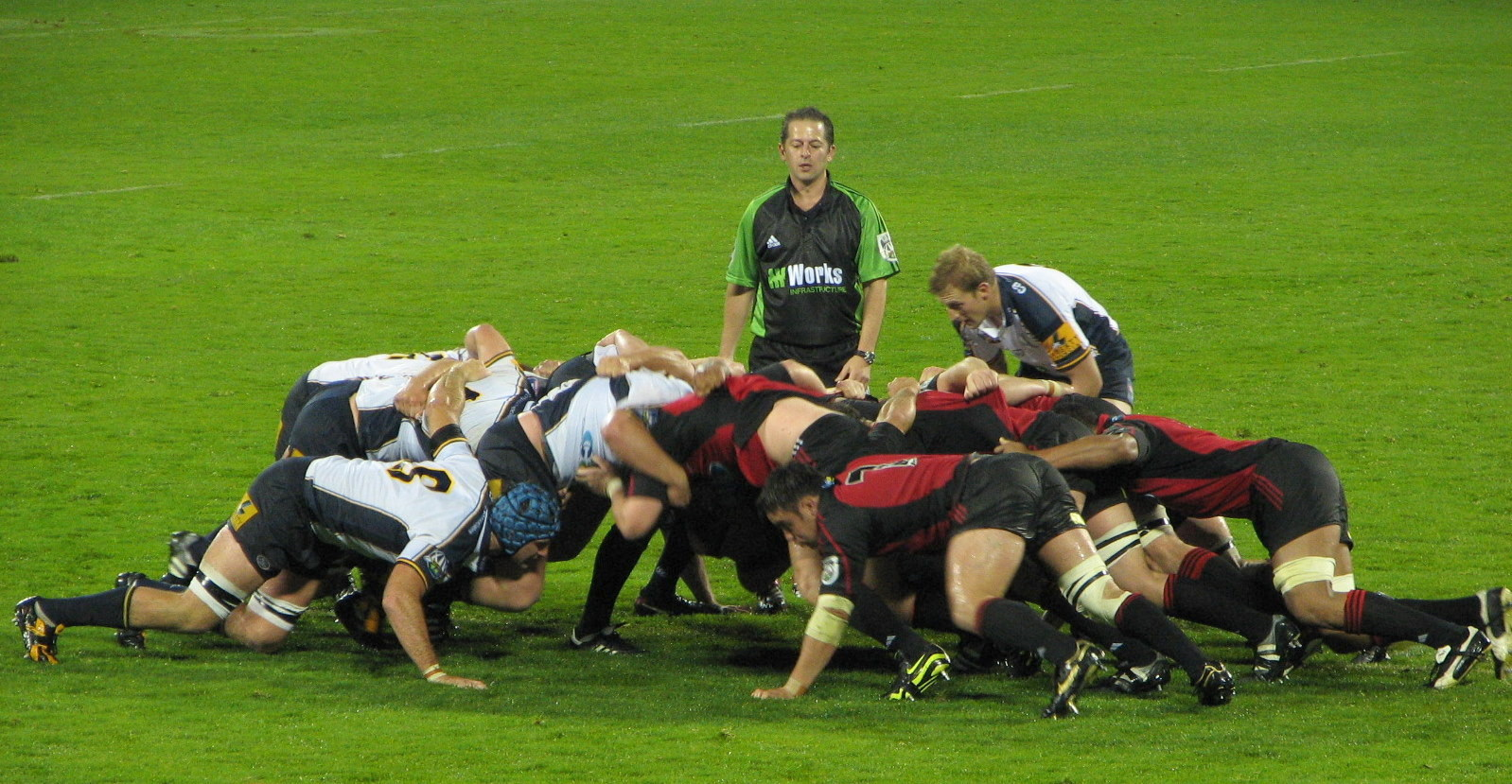
Một tình huống scrum

Scrum là cách để bắt đầu lại trận đấu một cách an toàn và công bằng sau khi có cầu thủ phạm lỗi không quá nặng. Scrum sẽ bắt đầu khi bóng bị đưa lên phía trước không đúng luật, nếu cầu thủ đưa bóng qua vạch cầu môn của đội mình và để bóng chạm đất, khi một cầu thủ vô tình việt vị hoặc khi bóng bị mắc kẹt trong một tình huống ruck hay maul mà khó lòng thoát ra. Một bên có thể chọn scrum nếu được hưởng phạt đền.
Scrum được hình thành bởi tám tiền đạo mỗi bên tụm lại với nhau thành ba hàng. Hàng trước bao gồm 2 prop (loosehead và tighthead) ở hai bên của hooker. Hàng thứ hai gồm hai lock và hai flanker. Phía sau hàng thứ hai là cầu thủ số 8. Đây được gọi là đội hình 3–4–1. Scrum half của đội đưoc quyền "nhồi" bóng sẽ lăn bóng lăn trái bóng vào khoảng trống giữa hai nhóm cầu thủ của hai đội. Hai hooker sẽ cố gắng lấy bóng bằng cách dùng chân gẩy quả bóng về phía sau, trong khi mỗi nhóm cầu thủ sẽ cố gắng đẩy lùi nhóm bên kia nhằm hỗ trợ cho việc lấy bóng. Đội lấy được bóng sẽ đưa quả bóng về phía sau của mình và người nhặt bóng lên sẽ là số 8 hoặc scrum-half.

### Trọng tài và lỗi
Có ba trọng tài: một trọng tài chính và hai trợ lý trọng tài. Trợ lý trọng tài, trước gọi là giám sát đường biên (touch judge), có nhiệm vụ chính là xác định xem bóng đã vượt qua vạch biên hay chưa; tuy nhiên vai trò của họ hiện nay được mở rộng khi có thêm chức năng hỗ trợ cho trọng tài chính ở một số khu vực, ví dụ như các tình huống phạm lỗi hoặc việt vị. Ở các giải đấu ở trình độ cao, người ta có thể bố trí thêm trọng tài TV (television match official hay TMO; còn gọi là "trọng tài video" (video referee)) để trợ giúp cho trọng tài chính trong một số trường hợp và liên lạc thông qua radio. Các trọng tài trên sử dụng một hệ thống các dấu hiệu bằng tay để truyền đạt nhanh quyết định của mình.
Các lỗi thường gặp là truy cản quá vai, phá vỡ scrum, ruck hoặc maul, không nhả bóng ra khi bóng chạm đất, hoặc khi việt vị. Đội không phạm lỗi có nhiều lựa chọn khi được hưởng phạt đền: họ có thể thực hiện một cú tap kick (đá nhẹ trái bóng để có thể bắt lấy bóng trở lại ngay sau đó) và vừa mang bóng vừa chạy; thực hiện nột cú punt (đá mạnh bóng đi); một quả place-kick (người đá sẽ đặt bóng xuống và cố gắng ghi bàn từ điểm đặt bóng); hoặc chọn scrum. Cầu thủ có thể bị truất quyền thi đấu (thẻ đỏ) hoặc bị treo giò tạm thời ("sin-binned") trong 10 phút (thẻ vàng) vì phạm lỗi và tái phạm nhiều lần, và không ai được vào thay người đó.
Đôi khi các trọng tài không bắt hết các lỗi và các lỗi này có thể được một citing commissioner chỉ ra sau trận đấu trận đấu có cách hình thức phạt (có thể đình chỉ thi đấu nhiều tuần) lên cầu thủ phạm lỗi.

### Thay người
Trong trận đấu. một cầu thủ có thể được thay thế vì chấn thương hoặc vì lý do chiến thuật. Một cầu thủ bị thay ra vì chấn thương không được phép quay lại thi đấu trừ trường hợp anh ta được thay ra tạm thời để cầm máu; cầu thủ bị thay ra vì lý do chiến thuật có thể trở lại thi đấu tạm thời, có thể là để thay một cầu thủ bị chảy máu hay bất tỉnh, hoặc trở lại thi đấu lâu dài nếu anh ta vào sân thay cho một tiền đạo hàng trên. Trong các trận đấu quốc tế, các đội được thay 8 người; ở đấu trường quốc nội hay giữa hai nước láng giềng, số sự thay đổi người có thể thay đổi (tối đa là 8) tùy theo quy định của liên đoàn quản lý, trong đó phải có ba người đủ kinh nghiệm và sức khỏe để sẵn sàng thay cho ba vị trí tiền đạo hàng trước.
Vào năm 2016, World Rugby thay đổi luật sao cho việc thay đổi một cầu thủ không thể tiếp tục thi đấu sau một tình huống chơi xấu của đối phương sẽ không tính vào tổng số lần thay đổi người.

## Trang bị

Một trái bóng rugby

Những trang bị cơ bản của một trận đấu bóng bầu dục liên hiệp là trái bóng bầu dục, một chiếc áo thi đấu, quần đùi, tất và giày. Bóng bầu dục có hình bầu dục và được ghép từ bốn miếng. Bóng trước kia làm bằng da thuộc, nhưng ngày nay bóng được sử dụng là bóng bằng vật liệu tổng hợp. Theo World Rugby, một trái bóng dài 280 tới 300mm, chu vi dài là 740-770mm và chu vi rộng là 580-620mm. Giầy rugby có đế gắn đinh để tăng độ bám. Đinh có thể làm bằng kim loại hoặc chất dẻo nhưng không được có cạnh sắc.
Các cầu thủ có thể sử dụng trang thiết bị bảo vệ. Trang bị phổ biến nhất là bọc hàm khi gần như tất cả mọi cầu thủ đều đeo và có thể còn là bắt buộc phải đeo ở một số nước. Các đồ bảo vệ khác được phép sử dụng gồm có mũ; bọc vai mỏng (không dày quá 10 mm), cứng và bọc ống quyển (được đeo bên trong tất). Các cầu thủ cũng có thể đeo băng cứu thương để bảo vệ chấn thương; một số người quấn quanh đầu để bảo vệ tai khi tham gia vào scrum và ruck. Các cầu thủ nữ có thể đeo tấm bảo vệ ngực. Một số loại găng tay không ngón, dù không phải để bảo vệ tay, cũng được phép sử dụng để hỗ trợ việc bám níu hay cầm nắm.
Trọng tài có trách nhiệm kiểm tra trang phục và trang bị của người thi đấu.

## Cơ quan quản lý

Các liên đoàn thành viên và dự khuyết
Thành viên
Dự khuyết

Cơ quan quản lý bóng bầu dục liên hiệp (và các môn tương tự ví dụ như bóng bầu dục bảy người) là Bóng bầu dục Thế giới - World Rugby (WR). Trụ sở của WR được đặt tại Dublin, Ireland. Được thành lập từ năm 1886, WR có vai trò quản lý trên toàn cầu, ban hành luật lệ và bảng xếp hạng. Tính tới tháng 2 năm 2014, WR (khi đó có tên là International Rugby Board) có 119 liên đoàn thành viên, trong đó có 101 thành viên chính thức và 18 quốc gia thành viên dự khuyết. Theo WR, nam giới và nữ giới tại trên 100 quốc gia đã và tham gia vào bóng bầu dục liên hiệp. WR là đơn vị tổ chức Giải vô địch rugby thế giới, Giải vô địch rugby nữ thế giới, Giải Vô địch Bóng bầu dục bảy người Thế giới, HSBC Sevens Series, HSBC Women's Sevens Series, Giải vô địch rugby U-20 thế giới, World U20 Trophy, Nations Cup và Pacific Nations Cup. WR có quyền bỏ phiếu để quyết định chủ nhà của các giải đấu trên, ngoại trừ Sevens World Series của nam và nữ khi mà WR phải ký hợp đồng với các liên đoàn rugby quốc gia để tổ chức các giải đấu riêng biệt.
Có 6 liên đoàn châu lục là thành viên của WR với cấp độ quản lý ngay sau WR; các liên đoàn này gồm:
- Bóng bầu dục Châu Phi (Rugby Africa) của châu Phi[94]
- Bóng bầu dục Châu Á (Asia Rugby) của châu Á[95]
- Bóng bầu dục Bắc Mỹ (Rugby Americas North) của khu vực Bắc Mỹ và Caribe[96]
- Bóng bầu dục Châu Âu (Rugby Europe) của châu Âu[97]
- Bóng bầu dục Châu Đại Dương (Oceania Rugby) của châu Đại Dương[98]
- Bóng bầu dục Nam Mỹ (Sudamérica Rugby) của Nam Mỹ[99]

SANZAAR (bóng bầu dục Nam Phi, New Zealand, Úc và Argentina) là một liên minh bao gồm Liên đoàn Bóng bầu dục Nam Phi, Liên đoàn Bóng bầu dục New Zealand, Liên đoàn Bóng bầu dục Úc và Liên đoàn Bóng bầu dục Argentina (UAR) với vai trò tổ chức các giải Super Rugby và The Rugby Championship (trước có tên là Tri Nations).
Các liên đoàn quốc gia trực thuộc có nhiệm vụ giám sát bóng bầu dục liên hiệp ở mỗi quốc gia. Kể từ năm 2016, Hôi đồng WR có 40 ghế. 11 liên đoàn — trong đó có tám liên đoàn sáng lập Scotland, Ireland, Wales, Liên đoàn Bóng bầu dục Anh, Úc, New Zealand, Nam Phi và Pháp, cùng với Argentina, Canada và Ý — có hai ghế. Sáu liên đoàn châu lục có hai ghế. Bốn liên đoàn khác gồm Gruzia, Nhật Bản, România và Hoa Kỳ có một ghế. Chủ tịch và phó chủ tịch, người thường đến từ một trong tám liên đoàn sáng lập, mỗi người có một quyền bỏ phiếu.

## Phạm vi toàn cầu

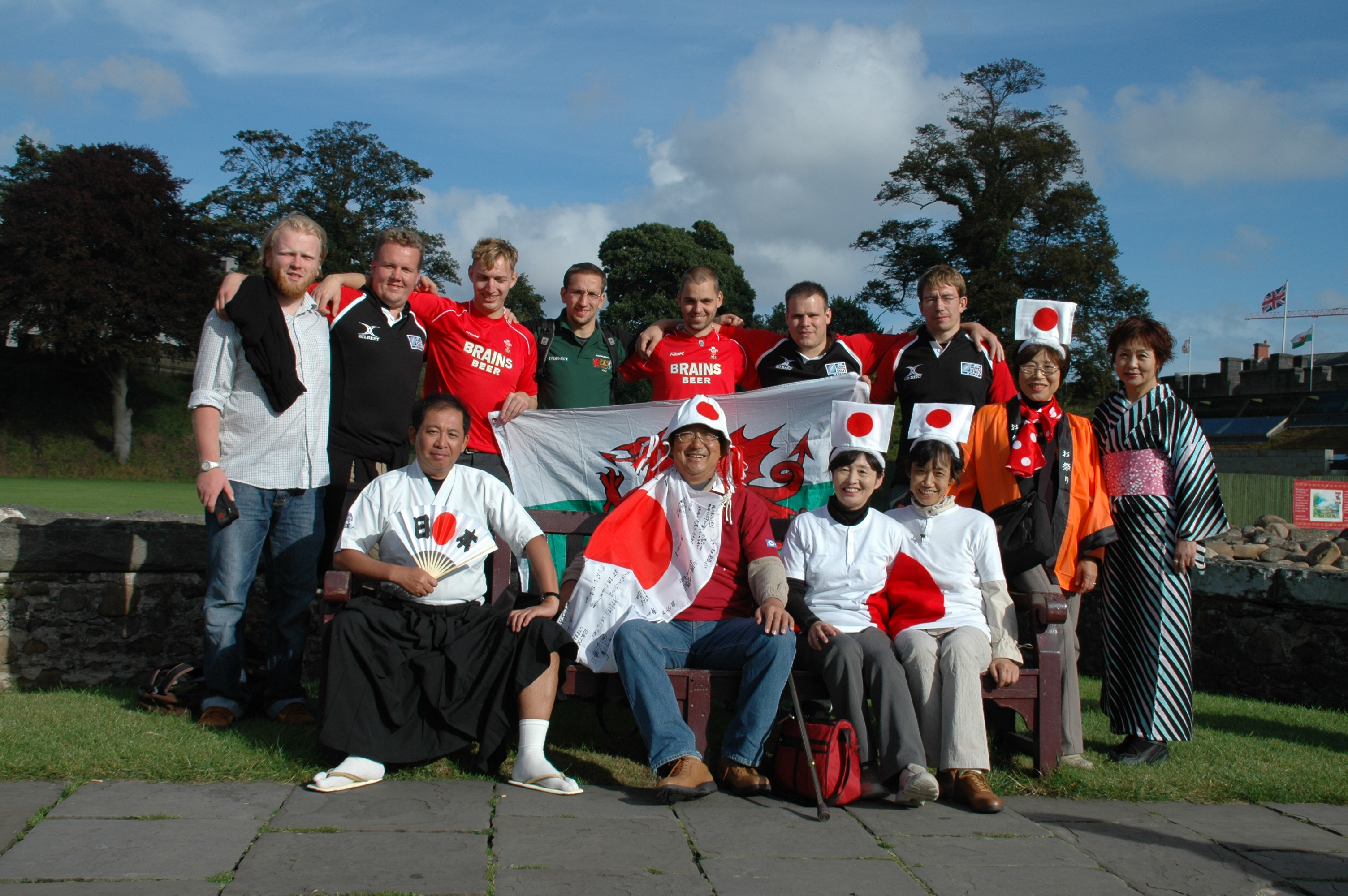
Người hâm mộ Nhật và Wales tại Cardiff, Wales

Bóng bầu dục liên hiệp xuất hiện sớm nhất tại Anh, quốc gia khai sinh ra môn thể thao này, và ba quốc gia thuộc Vương quốc Liên hiệp Anh khác là Scotland, Ireland và Wales. Bóng bầu dục liên hiệp trở thành một môn thể thao quốc tế là nhờ sự truyền bá của những người thuộc Liên hiệp Anh sinh sống ở hải ngoại như quân nhân và du học sinh.
Câu lạc bộ bóng bầu dục đầu tiên ở Pháp được các cư dân người Anh thành lập tại Le Havre vào năm 1872. Một năm sau, tại Argentina, người ta ghi chép lại trận đấu tiên: đội 'Banks' gặp đội 'City' tại Buenos Aires.
Có ít nhất sáu nước đưa bóng bầu dục liên hiệp trở thành môn thể thao quốc gia: Fiji, Gruzia, New Zealand, Samoa, Tonga và xứ Wales.

### Châu Đại Dương
Vào năm 1864, người ta thành lập một câu lạc bộ bóng bầu dục ở Sydney, New South Wales, Úc; mặc dù vậy nguồn thông tin khác cho biết rằng bóng bầu dục được đưa vào New Zealand vào năm 1870 bởi Charles Monro, người chơi bóng bầu dục khi còn là học sinh ở Christ's College, Finchley.
Một số quốc đảo cũng đón nhận môn bóng bầu dục. Bóng bầu dục lần đầu xuất hiện ở Fiji khoảng năm 1884 với các cầu thủ là những binh sĩ người châu Âu và Fiji thuộc đơn vị cảnh sát người bản địa (Native Constabulary) tại Ba, đảo Viti Levu. Vào năm 1924, Fiji gửi đội sang Samoa, quốc gia mà sau đó vào năm 1927 thành lập liên đoàn Bóng bầu dục quốc gia. Cùng với Tonga, các nước khác cũng có liên đoàn bóng bầu dục bao gồm Quần đảo Cook, Niue, Papua New Guinea và Quần đảo Solomon.

### Bắc Mỹ và Caribe
Câu lạc bộ bóng bầu dục Canada đầu tiên được thành lập ở Montréal vào năm 1868. Montréal là nước góp phần truyền bá bóng bầu dục vào Hoa Kỳ khi đội Đại học McGill gặp một đội của Đại học Harvard vào năm 1874.
Câu lạc bộ đầu tiên của Trinidad và Tobago là Northern RFC, được thành lập vào năm 1923. Cho tới năm 1927 cũng tồn tại một đội tuyển đại diện cho Trinidad và Tobago tuy nhiên do chuyến du đấu tới Guiana thuộc Anh vào năm 1933 bị hủy bỏ nên họ đổi địa điểm sang Barbados, đồng thời truyền bá rugby tới đây. Các quốc gia Caribe khác cũng chơi bóng bầu dục gồm Jamaica và Bermuda.

### Châu Âu

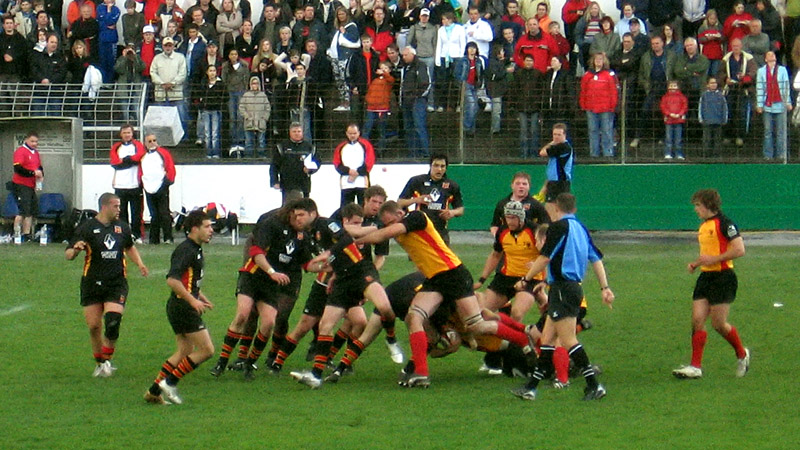
Đức gặp Bỉ

Sự phát triển của bóng bầu dục liên hiệp tại châu Âu (không tính các nước dự Giải Vô địch Sáu Quốc gia) không đồng đều. Trước đây, các đội Anh Quốc và Ireland thi đấu với các đội Úc, New Zealand, và Nam Phi, cũng như Pháp; trong khi đó phần còn lại của châu Âu sẽ thi đấu với nhau. Trong thời kỳ bị cô lập bởi các liên đoàn của Anh Quốc và Ireland thì Pháp trở thành đội tuyển hàng đầu châu Âu duy nhất thi đấu với các đội châu Âu khác; chủ yếu là Bỉ, Hà Lan, Đức, Tây Ban Nha, România, Ba Lan, Ý và Tiệp Khắc. Vào năm 1934, với sự trợ giúp của Liên đoàn rugby Pháp thì Liên đoàn rugby nghiệp dư quốc tế FIRA (Fédération Internationale de Rugby Amateur) được thành lập để tổ chức rugby union nằm ngoài sự quản lý của IRFB. Các thành viên sáng lập gồm Ý, România, Hà Lan, Bồ Đào Nha, Tiệp Khắc và Thụy Điển.
Các quốc gia châu Âu đáng chú ý khác là Nga, nơi có trận đấu chính thức được ghi chép lại là giữa Dinamo Moskva và Viện Giáo dục thể chất Moskva vào năm 1933. Rugby union tại Bồ Đào Nha cũng khởi đầu trong giai đoạn giữa hai cuộc Thế chiến, trong đó đội tuyển bóng bầu dục quốc gia Bồ Đào Nha được thành lập năm 1922 còn giải vô địch quốc gia khởi đầu từ năm 1927.
Vào năm 1999, FIRA đồng ý nhận sự đỡ đầu của IRB, đồng thời chuyển thành một cơ quan điều hành bóng bầu dục tại châu Âu với tên mới là FIRA–AER (Fédération Internationale de Rugby Amateur – Association Européenne de Rugby; Liên đoàn Bóng bầu dục Nghiệp dư Quốc tế - Hiệp hội Bóng bầu dục Châu Âu). Tên hiện tại của tổ chức này là Rugby Europe sau lần đổi tên năm 2014.

### Nam Mỹ

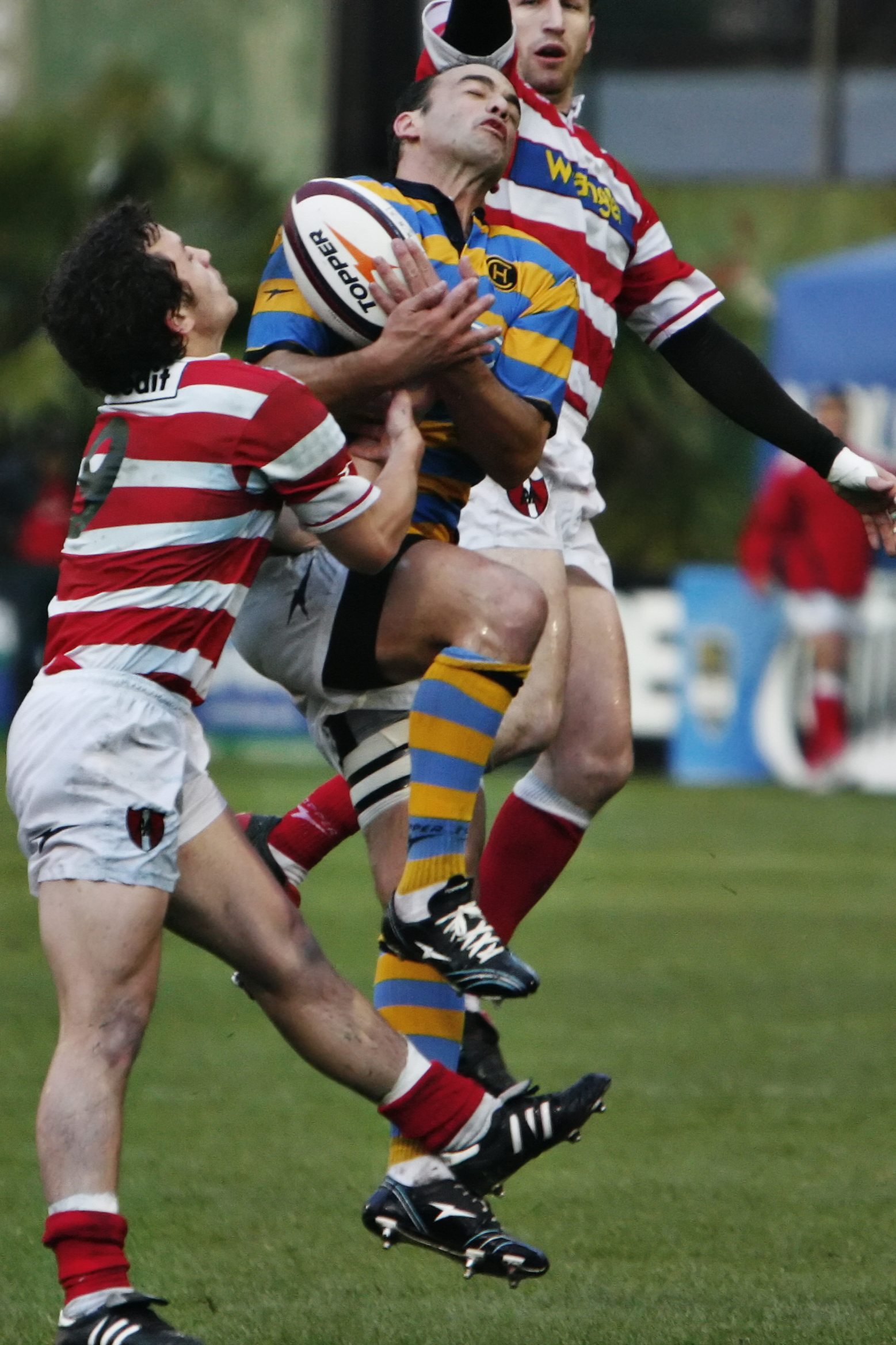
Trận chung kết Torneo de la URBA năm 2007 giữa Alumni và Hindú.

Mặc dù Argentina là quốc gia có vị thế độc tôn trong môn rugby ở Nam Mỹ khi họ thành lập Liên đoàn Bóng bầu dục Argentina từ năm 1899, tuy nhiên các quốc gia khác tại Nam Mỹ cũng có lịch sử chơi bóng bầu dục lâu đời. Bóng bầu dục xuất hiện tại Brazil từ cuối thế kỷ 19, nhưng các trận đấu chỉ được tổ chức thường xuyên hơn kể từ năm 1926 khi São Paulo thắng Santos trong một trận đấu liên thành phố. Trong khi đó phải qua nhiều nỗ lực thì Uruguay mới có chỗ đứng, trong đó phải kể tới công lao của đội Montevideo Cricket Club; năm 1951 chứng kiến sự ra đời của giải vô địch quốc gia cũng bốn câu lạc bộ mới. Các nước khác cũng có một liên đoàn bóng bầu dục là Chile (1948), và Paraguay (1968).

### Châu Á
Nhiều quốc gia châu Á có truyền thống bóng bầu dục với ảnh hưởng từ Đế quốc Anh. Ấn Độ chơi bóng bầu dục từ đầu thập niên 1870, với đội Calcutta Football Club được thành lập năm 1873. Tuy nhiên sau khi một trung đoàn lục quân của Anh rời đi thì sức ảnh hưởng của bóng bầu dục tại đây đã giảm đi đáng kể. Vào năm 1878, Calcutta FC giải thể còn rugby tại Ấn Độ mất chỗ đứng. Sri Lanka khẳng định họ thành lập liên đoàn từ năm 1878 (dù có ít bằng chứng chứng minh), và giành chức vô địch toàn Ấn Độ tại Madras năm 1920. Trận đấu đầu tiên được ghi chép lại tại Malaysia là vào năm 1892, tuy nhiên phải tới năm 1922 khi HMS Malaya Cup ra đời thì bóng bầu dục mới có chỗ đứng tại đây.
Bóng bầu dục liên hiệp được truyền bá tới Nhật Bản vào năm 1899 bởi hai học sinh Cambridge: Tanaka Ginnosuke và Edward Bramwell Clarke. Liên đoàn rugby Nhật Bản được thành lập năm 1926. Họ là chủ nhà của Giải Vô địch Bóng bầu dục Thế giới 2019 và nước đầu tiên không thuộc khối Thịnh vượng chung, Ireland và Pháp tổ chức sự kiện này. Các quốc gia đáng chú ý khác có thể kể tới như Singapore, Hàn Quốc, Trung Quốc và Philippines, trong khi cựu thuộc địa Anh là Hồng Kông lại được biết tới nhiều trong môn bóng bầu dục bảy người, đặc biệt là giải Hong Kong Sevens tổ chức từ năm 1976.
Bóng bầu dục ở Trung Đông và vùng Vịnh có lịch sử kéo dài từ thập niên 1950 khi các đơn vị quân đội của Anh và Pháp đồn trú tại đây sau Thế chiến 2 đã tự mình thành lập các câu lạc bộ. Khi binh lính này rút quân thì các đội bóng đó được duy trì hoạt động bởi các thanh niên lao động ở đây (phần lớn là người châu Âu). Liên đoàn Bóng bầu dục Oman được thành lập năm 1971. Một năm sau tới lượt Bahrain thành lập liên đoàn, và tới năm 1975 thì giải Dubai Sevens, giải bóng bầu dục lớn nhất vùng Vịnh, được ra đời. Bóng bầu dục tuy vậy vẫn là môn thể thao thứ yếu vì tính tới năm 2011 thì Israel là quốc gia duy nhất của Trung Đông có mặt trên bảng xếp hạng của IRB.

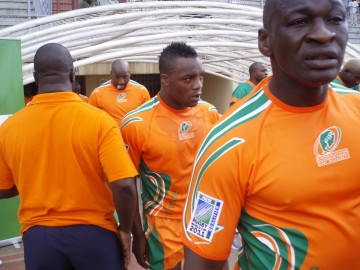
Bờ Biển Ngà trước trận đấu vòng loại World Cup 2011 với Zambia vào ngày 21 tháng 7 năm 2008

### Châu Phi
Bóng bầu dục được truyền bá tới Nam Phi vào năm 1875 bởi các binh lính Anh Quốc đóng quân tại Cape Town. Vào giai đoạn cuối thế kỷ 19 đầu thế kỷ 20, những người nhập cư và thực dân phương Tây đưa bóng bầu dục tới khắp châu Phi. Tuy vậy những người thực dân thường chỉ cho người da trắng chơi bóng bầu dục nên môn thể thao này bị người bản địa coi là môn thể thao thượng lưu. Các quốc gia chơi bóng bầu dục sớm nhất là Nam Phi và nước láng giềng Rhodesia (Zimbabwe ngày nay) với sự ra đời của Liên đoàn Bóng bầu dục Rhodesia vào năm 1895.
Ngày nay có nhiều quốc gia châu Phi chơi bóng bầu dục hơn. Vào đầu thế kỷ 21, các trận đấu quốc tế tại Madagascar có sự tham dự của trên 40.000 khán giả, còn Namibia, quốc gia có lịch sử bóng bầu dục từ năm 1915, đã lọt vào ít nhất bốn kỳ World Cup kể từ năm 1999. Các quốc gia châu Phi từng xuất hiện trên bảng xếp hạng bóng bầu dục thế giới là Bờ Biển Ngà, Kenya, Uganda và Zambia. Nam Phi và Kenya còn là một trong 15 đội tuyển tham dự tất cả các mùa giải Sevens World Series.

## Bóng bầu dục nữ

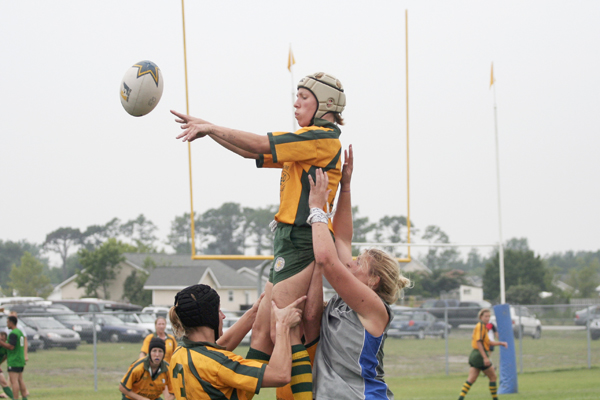
Trận đấu rugby nữ tại Hoa Kỳ giữa NC Hustlers và Midwest II

Bằng chứng về việc nữ giới tham gia vào bóng bầu dục có từ cuối thế kỷ 19. Tài liệu đầu tiên là các bản viết tay của Emily Valentine khi trong đó ghi lại rằng bà đã thành lập một đội bóng bầu dục tại Trường Hoàng gia Portora ở Enniskillen, Ireland vào năm 1887. Mặc dù có những báo cáo về các trận đấu bóng bầu dục nữ thời kỳ đầu tại New Zealand và Pháp nhưng một trong số các trận đấu đầu tiên thực sự có nguồn tin chứng minh tin cậy là cuộc chạm trán vào năm 1917 tại Cardiff Arms Park giữa Cardiff Ladies và Newport Ladies; có một bức ảnh cho thấy hình ảnh của đội Cardiff trước trận đấu. Kể từ thập niên 1980 ngày càng có nhiều nữ vận động viên tham gia vào bóng bầu dục và theo WR thì bóng bầu dục nữ có mặt tại trên 100 quốc gia.
Liên hiệp Bóng Bầu dục Nữ (Women's Rugby Football Union - WRFU) thành lập năm 1983 là liên đoàn chịu trách nhiệm điều hành bóng bầu dục nữ tại Anh, Scotland, Ireland và Wales, và là liên đoàn bóng bầu dục dành riêng cho phái nữ được thành lập sớm nhất. Vào năm 1994 ở Anh, WRFU được đổi tên thành Rugby Football Union for Women (RFUW) trong khi các quốc gia khác thuộc Vương quốc Liên hiệp Anh sẽ tự điều hành bóng bầu dục ở chính quốc gia của mình. Giải đấu bóng bầu dục nữ quốc tế lớn nhất là Giải Vô địch Bóng bầu dục Nữ Thế giới (Women's Rugby World Cup) với lần tổ chức đầu tiên là vào năm 1991. Từ năm 1994 tới 2014, giải được tổ chức 4 năm một lần. Sau khi giải năm 2014 kết thúc, một chu kỳ 4 năm một lần mới được thiết lập khi các vòng chung kết World Cup nữ sẽ diễn ra hai năm sau mỗi kỳ World Cup nam. Vì vậy, kỳ World Cup tiếp theo được tổ chức vào năm 2017, và các giải đấu tiếp theo được tổ chức sau đó bốn năm.

## Các giải đấu quốc tế lớn

### World Cup

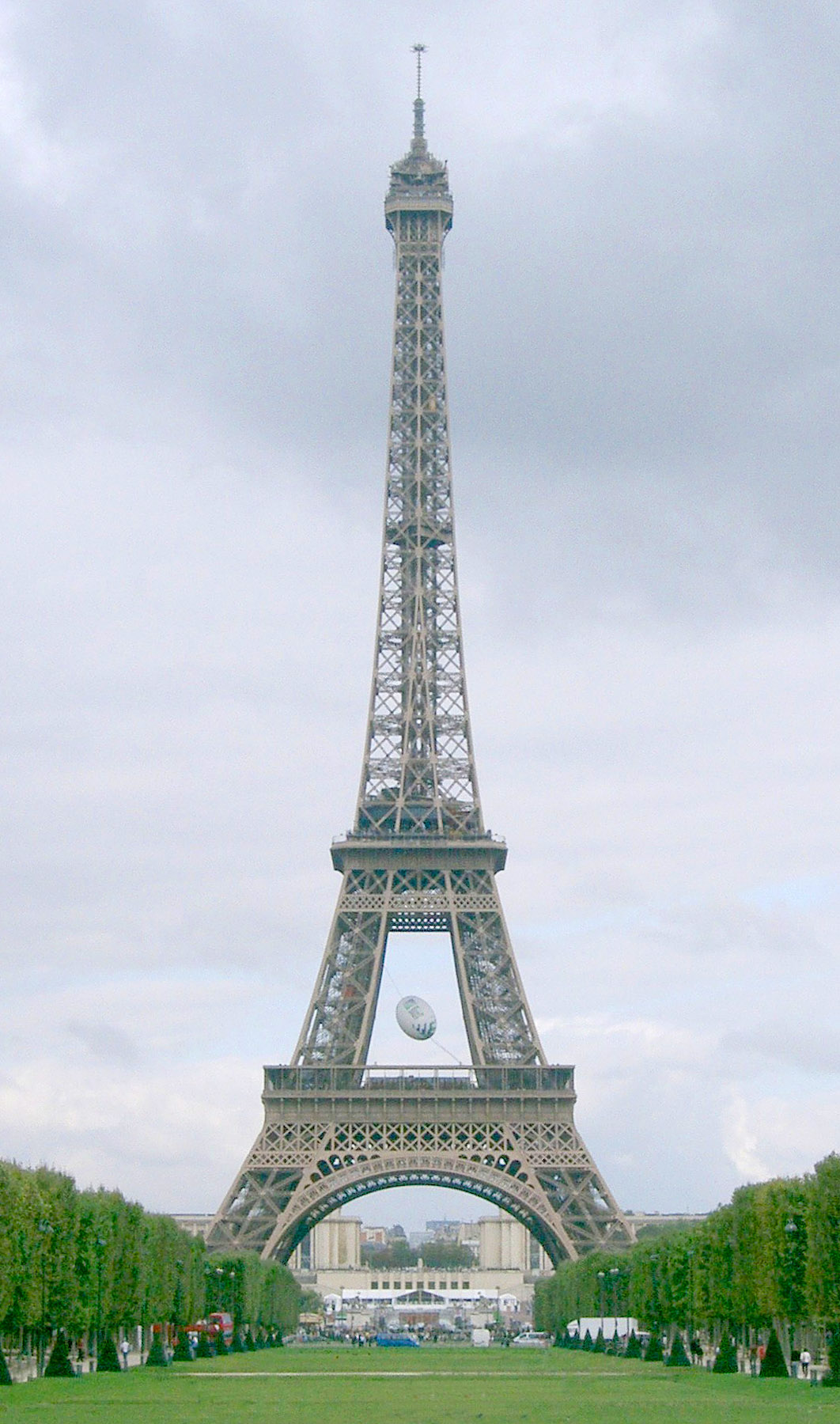
Một quả bóng rugby khổng lồ được treo tại Tháp Eiffel để kỷ niệm sự kiện Giải vô địch rugby thế giới 2007 tổ chức tại Pháp.

Giải đấu bóng bầu dục liên hiệp quan trọng nhất là Rugby World Cup, được tổ chức bốn năm một lần kể từ năm 1987 với sự tham gia của các đội tuyển bóng bầu dục liên hiệp quốc gia. New Zealand là đội giành nhiều chức vô địch nhất (3 lần) và hiện là đương kim vô địch sau khi đánh bại Úc tại chung kết World Cup 2015. Anh (2003) là đội đầu tiên thuộc bán cầu Bắc vô địch, các đội khác từng vô địch là New Zealand (1987, 2011 và 2015), Úc (1991 và 1999), và Nam Phi (1995 và 2007).

### Giải khu vực
Các giải bóng bầu dục quốc tế danh giá có thể kể đến Six Nations Championship và The Rugby Championship, lần lượt được tổ chức tại châu Âu và Nam bán cầu.
Six Nations là giải đấu thường niên của các đội tuyển châu Âu gồm Anh, Pháp, Ireland, Ý, Scotland và Wales. Sau những trận đấu đầu tiên giữa Anh và Scotland thì Ireland và Wales cũng bắt đầu thi đấu trong thập niên 1880 để thành lập nên một giải đấu có tên gọi Home International Championships. Pháp tham gia giải từ thập niên 1900 và vào năm 1910 thuật ngữ Five Nations (Năm Quốc gia) lần đầu xuất hiện. Tuy nhiên các quốc gia thuộc Vương quốc Liên hiệp Anh (Anh, Ireland, Scotland, và Wales) loại Pháp khỏi giải vào năm 1931 do kết quả tệ hại của đội này, cũng như những cáo buộc về tính chuyên nghiệp cùng những quan ngại về bạo lực trên sân. Pháp tái xuất hiện vào giai đoạn 1939–1940, mặc dù vậy Thế chiến thứ hai làm gián đoạn giải đấu trong 8 năm sau đó. Kể từ năm 1947 Pháp tham gia tất cả các mùa giải của Six Nations. Tới năm 2000, Ý trở thành thành viên thứ sáu của giải, trong khi đó sân Stadio Olimpico đã thay thế cho Stadio Flaminio làm sân nhà kể từ năm 2013.
The Rugby Championship là giải đấu quốc tế hàng năm của các đội tuyền hàng đầu thuộc Nam bán cầu. Từ năm 1996 tới năm 2011, giải có tên là Tri Nations (Ba Quốc gia) vì có sự hiện diện của ba cường quốc bóng bầu dục là Úc, New Zealand và Nam Phi. Đây là các đội chiếm lĩnh các vị trí cao nhất trên bảng xếp hạng thế giới những năm qua nên Tri Nations được xem là giải đấu bóng bầu dục quốc tế khắc nghiệt nhất. Ban đầu giải Tri Nations diễn ra theo thể thức sân nhà sân khách, tức là mỗi đội sẽ gặp các đội còn lại mỗi đội hai lần. Vào năm 2006 một quy tắc mới được thiết lập: mỗi đội sẽ gặp các đội còn lại mỗi đội ba lần, tuy vậy vào năm 2007 và 2011 các đội chỉ gặp nhau hai lần vì các năm này tổ chức World Cup. Do màn trình diễn xuất sắc tại World Cup 2007, nên sau Tri Nations 2009, SANZAR (Bóng bầu dục Nam Phi, New Zealand và Úc) đã mời Liên đoàn Bóng bầu dục Argentina (UAR) tham gia giải vào năm 2012. Kể từ đây giải có tên mới là The Rugby Championship và trở lại với thể thức sân khách sân nhà. Vào những năm có World Cup, giải được thu gọn lại và các đội chỉ gặp nhau một lần.

### Bóng bầu dục tại các sự kiện thể thao
Bóng bầu dục liên hiệp được tổ chức tại Thế vận hội 1900, 1908, 1920 và 1924. Theo luật của Thế vận hội, Scotland, Wales và Anh không được phép thi đấu riêng vì họ không phải quốc gia có chủ quyền. Vào năm 1900, France giành huy chương vàng khi đánh bại Anh Quốc với tỉ số 27-8 và Đức với tỉ số 27-17. Vào năm 1908, Úc thắng Anh Quốc để giành huy chương vàng với tỉ số 32-3. Vào năm 1920, Hoa Kỳ, với đội hình nhiều cầu thủ vừa mới tập chơi bóng bầu dục, có trận thắng bất ngờ trước Pháp với tỉ số 8-0. Vào năm 1924, Hoa Kỳ lại thắng Pháp với tỉ số 17-3 để trở thành quốc gia giàu thành tích nhất trong môn bóng bầu dục Thế vận hội với 2 huy chương vàng.
Vào năm 2009 Ủy ban Olympic Quốc tế thống nhất với tỉ lệ bầu chọn 81 thuận so với 8 chống để đưa bóng bầu dục liên hiệp trở lại Olympic ít nhất là tại các kỳ đại hội năm 2016 và 2020. Tuy nhiên các quốc gia sẽ thi đấu theo thể thức của môn bóng bầu dục bảy người trong một giải đấu kéo dài 4 ngày.
Bóng bầu dục bảy người cũng được tổ chức tại Đại hội Thể thao Khối Thịnh vượng chung kể từ năm 1998 ở Kuala Lumpur. Đội giành nhiều huy chương vàng nhất là New Zealand (4 lần). Bóng bầu dục liên hiệp có mặt trong chương trình của Đại hội Thể thao châu Á kể từ năm 1998 tại Băng Cốc, Thái Lan. Vào các năm 1998 và 2002, cả hai nội dung 15 người và 7 người đều được tổ chức nhưng kể từ năm 2006 người ta chỉ tổ chức nội dung 7 người. Vào năm 2010, giải bóng bầu dục bảy người nữ được khởi tranh.

### Bóng bầu dục nữ quốc tế
Bóng bầu dục liên hiệp nữ quốc tế khởi đầu năm 1982 với trận đấu giữa Pháp và Hà Lan diễn ra tại Utrecht. Tính tới năm 2009, đã có trên 600 trận đấu bóng bầu dục nữ quốc tế được tổ chức tại hơn 40 quốc gia.
World Cup đầu tiên được tổ chức tại Wales vào năm 1991 với đội vô địch là Hoa Kỳ. Giải đấu thứ hai diễn ra năm 1994 và kể từ đó tới năm 2014 giải được tổ chức bốn năm một lần. Đội tuyển New Zealand sau đó bốn lần liên tiếp vô địch World Cup (1998, 2002, 2006, 2010) trước khi nhường ngôi cho Anh vào năm 2014. Sau khi giải năm 2014 kết thúc, World Rugby chuyển thời gian tổ chức giải sang năm 2017 và giữ nguyên thời gian cách quãng giữa hai World Cup là 4 năm.
Cùng với World Cup Bóng bầu dục nữ thì còn một số giải đấu lớn khác như Six Nations (diễn ra song song với giải của nam). Six Nations của nữ tổ chức lần đầu năm 1996 là sân chơi chứng kiến sự thống trị của đội tuyển Anh với 14 đăng quang, trong đó có bảy năm liên tiếp từ 2006 tới 2012. Ireland và Pháp có bốn lần thay phiên vô địch trước khi người Anh lên ngôi trở lại vào mùa giải 2017.

## Bóng bầu dục chuyên nghiệp
Bóng bầu dục liên hiệp được chuyên nghiệp hóa kể từ năm 1995. Dưới đây là các giải đấu bóng bầu dục chuyên nghiệp (không tính bán chuyên nghiệp).
| Giải                                | Đội | Quốc gia                                                          | Khán giả trung bình |
| ----------------------------------- | --- | ----------------------------------------------------------------- | ------------------- |
| Super Rugby                         | 18  | Nam Phi (6), New Zealand (5), Úc (5), Argentina (1), Nhật Bản (1) | 20.384              |
| Premiership                         | 12  | Anh                                                               | 13.354              |
| Top 14                              | 14  | Pháp                                                              | 13.207              |
| Currie Cup                          | 9   | Nam Phi                                                           | 11.125              |
| Pro12                               | 12  | Ireland (4), Wales (4), Scotland (2), Ý (2)                       | 8.586               |
| Mitre 10 Cup                        | 14  | New Zealand                                                       | 7.203               |
| Rugby Pro D2                        | 16  | Pháp                                                              | 4.222               |
| RFU Championship                    | 12  | Anh                                                               | 2.738               |
| NRC                                 | 9   | Úc (8), Fiji (1)                                                  | 1.450               |
| Giải Bóng bầu dục Chuyên nghiệp Nga | 10  | Nga                                                               |                     |

1. ↑  Được giảm xuống 15 đội kể từ năm 2018.
2. ↑  Sau khi mùa 2017 kết thúc, Nam Phi mất hai suất còn Úc mất một.
3. ↑  Pro12 đang cân nhắc chấp nhận các đội của Mỹ và Canada, nhưng sẽ không mở rộng số đội ít nhất là tới năm 2019.

## Biến thể

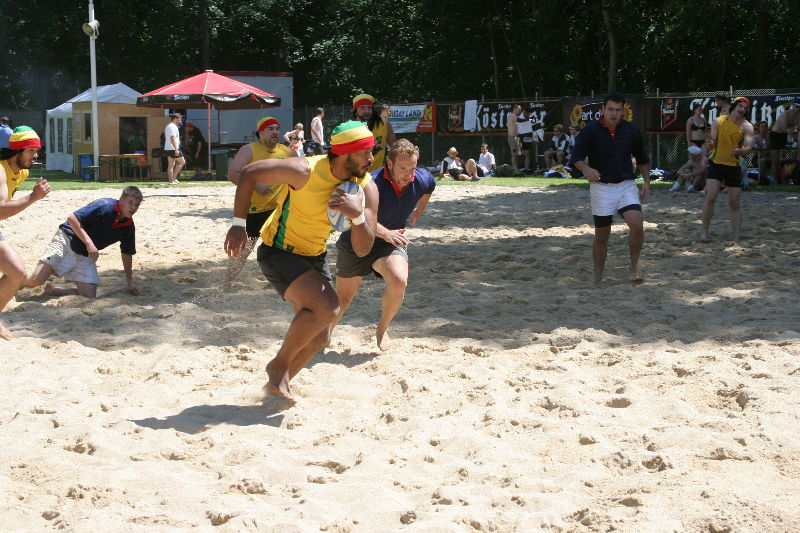
Một trận đấu rugby bãi biển

Có một số môn thể thao bắt nguồn từ bóng bầu dục liên hiệp. Hai khác biệt chủ yếu của các môn biến thể chính là số cầu thủ ít hơn và giảm mức độ va chạm. Trong số các môn biến thể, bóng bầu dục bảy người (rugby sevens) là môn có thâm niên lâu nhất khi có khởi đầu từ năm 1883 tại Melrose, Scotland. Trong bóng bầu dục bảy người, mỗi hiệp chỉ kéo dài bảy phút.
Các giải đấu lớn như Hong Kong Sevens và Dubai Sevens được tổ chức ở những nơi mà môn rugby 15 người không mạnh. Một môn mới ra đời gần đây là bóng bầu dục mười người có nguồn gốc từ Malaysia.
Do đặc tính thiên về sức mạnh thể chất của bóng bầu dục nên người ta đã nghĩ ra nhiều môn bóng bầu dục khác để giới thiệu tới trẻ em mà vẫn bảo vệ sự an toàn cho các em. Một trong số này là môn bóng bầu dục va chạm (touch rugby), trong đó, khi người chơi muốn "tackle" đối phương thì chỉ cần dùng cả hai bàn tay chạm vào cầu thủ có bóng. Đây là môn mà cả nam và nữ cũng như người thuộc mọi lứa tuổi có thể chơi chung. Bóng bầu dục thẻ (tag rugby) là một phiên bản khác nơi mà người chơi đeo một thắt lưng có hai có hai dải màu đính ở hai bên, người chơi nào mà giật được một dải màu của đối phương thì xem như đã 'tackle' thành công. Bóng bầu dục thẻ cũng khác ở chỗ bạn không được dùng chân đá bóng.
Bóng bầu dục thu nhỏ (mini rugby) là một biến thể của bóng bầu dục liên hiệp hướng tới đối tượng chính là thiếu nhi. Trong môn này mỗi đội gồm tám người thi đấu trên một sân nhỏ hơn so với bóng bầu dục liên hiệp. Giống với bóng bầu dục thẻ, Bóng bầu dục cờ Hoa Kỳ (American Flag Rugby - AFR) là một môn bóng bầu dục xen kẽ giới tính, không cho phép va chạm dành cho thiếu nhi Mỹ học lớp K-9. Cả bóng bầu dục cờ Hoa Kỳ và bóng bầu dục thu nhỏ khác với bóng bầu dục thẻ ở chỗ hai môn này sẽ đưa thêm nhiều yếu tố khó hơn của môn bóng bầu dục liên hiệp một khi người chơi trưởng thành hơn.
Các hình thức bóng bầu dục ít phổ biến hơn là bóng bầu dục bãi biển (beach rugby) và bóng bầu dục trên tuyết (snow rugby).

## Ảnh hưởng lên các môn khác

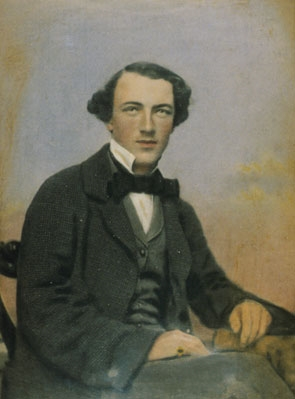
Tom Wills, người đi tiên phong trong môn Australian football, lấy cảm hứng từ môn bóng bầu dục thời kỳ sơ khai mà ông học được khi còn ở Trường Rugby.

Bóng bầu dục liên minh (rugby league) được hình thành sau khi tách ra khỏi Liên đoàn Bóng bầu dục Anh (RFU) với luật lệ khác biệt, đồng thời trở thành một môn riêng biệt so với bóng bầu dục liên hiệp. Ngày nay hai môn thể thao vẫn tiếp tục có những ảnh hưởng nhất định tới nhau.
Bóng bầu dục Mỹ hay bóng đá Mỹ và bóng bầu dục Canada được hình thành dựa trên các hình thức bóng bầu dục cổ điển.
Bóng đá kiểu Úc chịu ảnh hưởng từ bóng bầu dục và các môn chơi có nguồn gốc từ các trường học của Anh.
James Naismith cũng tiếp thu các đặc điểm của nhiều môn thể thao trong đó có bóng bầu dục để phát minh ra bóng rổ. Đặc điểm rõ nhận thấy là sự tương tự giữa jump ball (tình huống trọng tài tung bóng đầu trận đấu và hai cầu thủ của hai đội nhảy lên tranh bóng) và line-out, cũng như kiểu ném rổ tay thấp phổ biến ở thời kỳ đầu của môn này. Naismith thậm chí đã từng chơi bóng bầu dục tại Đại học McGill.
Bóng đá kiểu Thụy Điển là một môn có luật đan xen giữa bóng đá và bóng bầu dục.
Bóng bầu dục cũng là niềm cảm hứng của môn bóng bầu dục xe lăn, một môn thể thao dành cho người khuyết tật với một số tính chất của bóng bầu dục.